# Arisaema tsangpoense
Arisaema tsangpoense är en kallaväxtart som beskrevs av J.T.Yin och Guy Gusman. Arisaema tsangpoense ingår i släktet Arisaema och familjen kallaväxter. Inga underarter finns listade.